# Latouchia

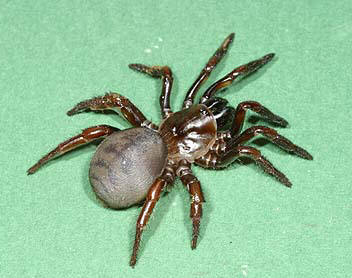
Latouchia swinhoei

Latouchia (лат.) — род мигаломорфных пауков из семейства Halonoproctidae. Известно около 30 видов в Юго-Восточной Азии (Китай, Индия, Вьетнам, Япония, Таиланд, ?Узбекистан).

## Описание
Пауки среднего размера, длина около 1 см. Latouchia отличается от близкого рода Conothele по крепкому и жесткому эмболусу мужского пальпального органа, который имеет небольшие, но отчетливые модификации (напр, зубцы, изгибы, кили, изгибы и т. д.) на его вершине, по моно- или двучленным сперматекам без сильно пигментированной средней части, а также по укороченной голени III без полностью развитой дорсальной седловидной впадины и без седловидных полумесяцев у самок. Ведут наземный образ жизни в норах. Половой диморфизм выражен очень ярко. Самки и молодые особи — коренастые, коротконогие пауки. Самцы, напротив, более длинноногие. Различия отражают морфологические адаптации к различному образу жизни: самки и молодые особи обоих полов ведут сидячий образ жизни в норах, тогда как взрослые самцы покидают норы и бродят в поисках соплеменников.

## Классификация и этимология
Известно около 30 видов. Род Latouchia вместе с Ummidia Thorell, 1875 и Conothele Thorell, 1878 образует подсемейство Ummidiinae Ortiz, 2007 в составе семейства Halonoproctidae (ранее в Ctenizidae). Род был впервые выделен британским арахнологом Реджиналдом Поукоком (1863—1947) и предположительно назван в честь ирландского натуралиста Джона Ла Туше (1861—1935), жившего в Китае и исследовавшего его фауну и как соколлектора первого описанного вида Latouchia fossoria.
- Latouchia bachmaensis Ono, 2010[5]
- Latouchia calcicola Hao, Yu & Zhang, 2025[3]
- Latouchia cornuta Song, Qiu & Zheng, 1983
- Latouchia cryptica (Simon, 1897)
- Latouchia cunicularia (Simon, 1886)
- Latouchia davidi (Simon, 1886)
- Latouchia formosensis Kishida, 1943
- Latouchia fossoria Pocock, 1901
- Latouchia huberi Decae, 2019[6]
- Latouchia hunanensis Xu, Yin & Bao, 2002
- Latouchia hyla Haupt & Shimojana, 2001[7]
- Latouchia incerta Decae, Schwendinger & Hongpadharakiree, 2021[1]
- Latouchia japonica Strand, 1910
- Latouchia jinyun Hao, Yu & Zhang, 2025[3]
- Latouchia kitabensis (Charitonov, 1946)
  - =Cronebergella kitabensis Charitonov, 1946: 19[8]
- Latouchia linmufu Hao, Yu & Zhang, 2025[3]
- Latouchia maculosa Decae, Schwendinger & Hongpadharakiree, 2021[1]
- Latouchia parameleomene Haupt & Shimojana, 2001[7]
- Latouchia pavlovi Schenkel, 1953
- Latouchia rufa Zhang & Wang, 2021[9]
- Latouchia schwendingeri Decae, 2019[6]
- Latouchia stridulans Decae, 2019[6]
- Latouchia swinhoei Pocock, 1901
- Latouchia typica (Kishida, 1913)
- Latouchia vinhiensis Schenkel, 1963
- Latouchia wenchuan Hao, Yu & Zhang, 2025[3]
- Latouchia wenruni Lin & Li, 2023[10]
- Latouchia yaoi Hao, Yu & Zhang, 2025[3]
- Latouchia yejiei Zhang & Wang, 2021[9]
- Latouchia yuanjingae Lin & Li, 2022[11]